# Каикоура (остров)
Остров Каикоу́ра, ранее известный как остров Селуин (англ. Selwyn Island) и Моту Каикоура (англ. Motu Kaikoura), расположен в заливе Хаураки, к северу от Северного острова Новой Зеландии. Остров Каикоура — седьмой по величине остров в заливе Хаураки. Он находится в 80 метрах от ближайшего к нему острова Грейт-Барриер, в 90 километров (56 миль) к северо-востоку от Окленда, и вместе с ним образует естественные гавани Порт-Фитцрой и Порт-Аберкромби.

## География
Остров расположен к западу от острова Грейт-Барриер, с запада окружён водами пролива Крэдок, с севера — естественной гаванью Порт Аберкромби, с востока — бухтой Порт Фицрой и с юга — лиманом Мэн-оф-Вар. Все они являются частями залива Хаураки. Остров Каикоура имеет высоту 185 м и площадь 5,64 км². Он вытянут на 3,8 км с северо-запада на юго-восток. Восточная, самая большая часть острова, достигает ширины более 2,95 км в направлении с северо-востока на юго-запад. Остров Каикоура является седьмым по величине островом в районе залива Хаураки.
Остров имеет треугольную форму, и со всех сторон, кроме западной, окружён островом Грейт-Барриер. У западной оконечности острова на расстоянии около 100 м находится остров Нельсон (остров Питера), а чуть далее, на расстоянии около 890 м, остров Мотухаку высотой до 119 метров, и два небольших скалистых острова, образующих прямую линию. К юго-западу острова Каикоура находятся несколько более мелких островов, таких как остров Мотурако (англ. Moturako Island) и острова Серой группы (англ. Grey Group Islands).

## История
Систематического археологического исследования для острова Каиокура до настоящего времени не проводилось.
На острове существовали поселения маори как минимум с XIV века вплоть до начала 1850-х годов. Па, расположенные на северной стороне острова на возвышенностях, относительно велики по своим масштабам. Известны названия как минимум двух из них — Мотукарака и Пахангахоу. Первые письменные свидетельства европейцев об этом острове относятся к 40-м годам XIX века. В 1838 году остров был передан в собственность европейцам. С 1863 года остров использовался для сельскохозяйственных нужд. Первый постоянный дом на Каикокуре был построен на южном побережье в 1888 году. В 1905 году с помощью исследовательского судна HMS Penguin было проведено картографирование региона, в том числе окрестностей острова Каикоура (тогда острова Селуин).
Большая часть острова состоит из крутых склонов, и поселения на нём были в основном сосредоточены на имеющихся равнинных землях. Для хребтов острова, как правило, характерны скалистые выходы и каменистые обломки, поэтому территории часто расчищались от камней для создания пригодных для использования земель. В некоторых случаях камень использовался для облицовки террас или для возведения стен.
С тех пор остров находился в собственности европейцев, и многие из его 20 или более владельцев использовали его в качестве пастбища, как минимум до 1960-х годов, несмотря на то, что большей частью на острове глинистые почвы и переменчивый климат. Значительная часть рельефа острова подверглась крупномасштабной эрозии, особенно на более крутых и уязвимых участках северного побережья, и усугубилась обезлесением и выпасом ланей. Более защищённые южная и восточная части острова, испытали меньшую эрозию. Кроме того, большая часть равнин вокруг центрального хребта широко использовалась для сельскохозяйственной деятельности.
В течение XX века долгосрочными владельцами острова были семья Бейли (1911—1940 гг.) и Кроуфорд (1945—1977 гг.). Семья Кроуфорд привозила на остров ланей, а также принимала туристов. В 1942 году на острове были построены военные сооружения. В конце 1970-х годов на острове Каикоура был открыт заповедник «Затерянный курорт», однако по ряду причин он оказался неудачным и был закрыт.
В августе 1973 года остров снова был приобретён в частную собственность.
Компания Westy Holdings Limited из Окленда, купившая остров в августе 1990 года, продала остров по цене ниже оценочной бизнесмену из северного Окленда. За эти годы на острове было построено несколько строений примерно в 1 км от побережья лимана Мэн-оф-Вар, дом в бухте Олд-Хаус-Бей, а также несколько жилых домиков, которые были частью заповедника «Затерянный курорт». Кроме того, в различных частях острова имеются ограждения для скота.
В 1995 году фонд «Save our Islands» предпринял решительные усилия по передаче острова Каикоура в публичную собственность, однако финансовая поддержка со стороны соответствующих властей была незначительной, и остров оставался в частной собственности. Компания Westy Holdings Limited в 1995 году снова выкупила остров Каикоура за 2 млн новозеландских долларов.
В 1997 году тогдашний владелец острова Каикоура, Дон Фейшер, заключил контракт с компанией «Рентон Фут» на строительство аэродрома на острове Каикоура, благоустройство причальной зоны и модернизацию дороги от причала до аэродрома. Строительная техника появилась на острове в начале апреля 1997 года. Примерно к концу октября 1997 года работа была завершена. Взлётно-посадочная полоса в центре острова, длиной 550 м, позволяет небольшим винтомоторным самолётам приземляться на острове.
Остров посещают в среднем около 10 000 яхт каждое лето. В южной части острова находятся небольшие коттеджи, которые сдаются в аренду туристам.

## Статус охраняемой территории
После 10-летней кампании в 2004 году остров был выкуплен из частной собственности государственным фондом природного наследия, другими государственными учреждениями и частными фондами за 10,5 млн новозеландских долларов, и стал государственным заповедником. В то же время остров был передан фонду «Motu Kaikoura» для восстановления, контроля и управления островом.

### Поджог
В октябре 2013 года бывший смотритель острова поджёг несколько домиков на юге острова, которые затем полностью сгорели. Свой поступок он объяснил несогласием с политикой защитников острова, в том числе разрешением на проведение там соревнований по любительской рыбалке. Поджигатель получил 9 месяцев домашнего ареста.

## Флора и фауна
На острове встречаются следующие роды и виды птиц: веерохвостки, белоглазки Zosterops lateralis, серая пеночка, зимородковые, новозеландский туи, новозеландский плодоядный голубь, полосатый пастушок, а также несколько видов морских птиц. Вымирающие виды, такие как лесные попугаи нестор-кака, бурый чирок, краснолобый прыгающий попугай, являются коренными жителями острова. Зарегистрировано очень мало видов рептилий, и считается, что численность беспозвоночных также относительно невелика.
Остров покрыт в основном чайными деревьями — канукой и манукой, а на последних обрабатываемых человеком участках сохранился колючий дрок. Очаги оригинального прибрежного леса существуют по всему острову, при этом встречаются такие эндемики, как каури, тараире, карака, похутукава, кокекохе и тавапу.
Из-за присутствия на острове ланей многие из аппетитных местных видов растений отсутствовали в подлеске леса и в зонах регенерации. К другим интродуцированным видам вредителей относятся свиньи, кошки, корабельные крысы и киоре. К интродуцированным растительным вредителям, присутствующим на острове, относятся коллючий дрок, хакея, сосна Далли, кипарис крупноплодный, сосна лучистая и эвкалипты.
В целом остров находится в плохом состоянии с точки зрения среды обитания диких животных. Существует небольшое разнообразие видов диких животных, и многие из них фактически присутствуют в небольшом количестве из-за качества существующей среды обитания, которая в течение долгого времени деградировала под влиянием оленей, свиней, кошек и крыс. Несмотря на это, на острове происходит изменение типа сукцессии, и в различных докладах о биоразнообразии острова делается вывод о том, что в случае изъятия и/или контроля значительного числа видов животных и растений, являющихся вредителями, вероятно, произойдет значительное увеличение естественного биоразнообразия острова.
Благодаря целенаправленному воздействию людей, с 2008 года на острове нет ланей. После того, как в том же году остров удалось освободить от крыс, грызуны вновь вторглись на остров позже, что потребовало ещё одной массовой дератизации. После того, как лани были вывезены с острова, популяция растений острова начала восстанавливаться. Чужеродные виды дрока и сосны также последовательно уничтожаются.

### Комментарии
1. 1 2 3  Определение координат и долготы было выполнено с использованием Google Earth Pro версии 7.3.3.7721 28 сентября 2020 года